# Juan Manuel López
Juan Manuel López (* 30. Juni 1983 in Río Piedras als Juan Manuel López Rivera) ist ein puerto-ricanischer Profiboxer und ehemaliger WBO-Weltmeister im Superbantam- und Federgewicht.

## Amateurkarriere
Juan López bestritt 150 Amateurkämpfe, von denen er 126 gewann. 2001 sicherte er sich die Silbermedaille bei den Panamerikameisterschaften in San Juan, als er erst im Finale von Elio Rojas gestoppt worden war. Bei den Weltmeisterschaften 2001 in Belfast schied er im ersten Kampf gegen den Rumänen Bogdan Dobrescu aus.
Eine weitere Bronzemedaille gewann er 2002 bei den Zentralamerika- und Karibikspielen in San Salvador, als er im Halbfinale gegen Abner Mares verloren hatte. Diesem unterlag er auch bei den Panamerikanischen Spielen 2003 in Santo Domingo.
2004 nahm er an den Olympischen Sommerspielen in Athen teil, schied jedoch in der Vorrunde durch Punkteniederlage gegen den Weißrussen Khavazhi Khatsigov aus. Anschließend wurde er Profi.

## Profikarriere
Juan Manuel López bestritt sein Profidebüt im Januar 2005 und blieb in seinen ersten 30 Kämpfen unbesiegt, wobei 25 dieser Gegner eine positive Bilanz vorweisen konnten. Dazu gehörte der Kolumbianer Luis Bolaño (41-4). Am 7. Juni 2008 schlug er Daniel Ponce de León (34-1) in der ersten Runde und wurde damit neuer WBO-Weltmeister im Superbantamgewicht. Anschließend konnte er den Titel gegen César Figueroa (30-6), Sergio Medina (33-1), Gerry Peñalosa (54-6), Olivier Lontchi (18-0) und Rogers Mtagwa (26-12) verteidigen, wobei er nur mit Mtagwa über die volle Rundenzahl gehen musste.
Nach dem Mtagwa-Kampf wechselte López ins Federgewicht und gewann auch hier den WBO-Titel, als ihm ein vorzeitiger Sieg gegen Steven Luevano (37-1) gelungen war. Den Titel konnte er dann jeweils vorzeitig gegen Bernabe Concepcion (29-3) und Rafael Márquez (39-5) verteidigen.
In seiner dritten Titelverteidigung am 16. April 2011, verlor er überraschend durch technischen K. o. in der achten Runde gegen den Mexikaner Orlando Salido (35-11). Damit verlor López seinen bisher ersten Profikampf, musste seinen Titel abgeben und verlor seine Position als Nummer 1 der Weltrangliste im Federgewicht. Nach einem folgenden Sieg gegen Mike Oliver (25-2), verlor er dann auch den Rückkampf gegen Salido im April 2011. Im Juni 2013 wurde er von Miguel García (31-0) in der vierten Runde besiegt.
Im März 2014 kam er mit einem vorzeitigen Sieg gegen Daniel Ponce de León (45-5) zurück, erlitt jedoch bis Ende des Jahres zwei vorzeitige Niederlagen gegen Francisco Vargas (19-0) und Jesús Cuellar (24-1).
Nach zwei Jahren Ringabstinenz boxte López im Oktober 2016 gegen Wilfredo Vázquez junior (24-6) und besiegte seinen Landsmann vorzeitig. Im Anschluss kam es zu einem Eklat, als es noch im Ring zu einer Prügelei zwischen López und Vázquez’ Trainer Albert Rivera kam. López und Rivera wurden im Anschluss vom puerto-ricanischen Boxverband suspendiert.
Er bestritt seinen nächsten Kampf daraufhin erst am 3. März 2018 und verlor dabei durch TKO in der zwölften Runde gegen Jayson Vélez (25-4).